# Прелоге (Словенська Бистриця)
Прелоге (словен. Preloge) — поселення в общині Словенська Бистриця, Подравський регіон‎, Словенія.